# Horbove, Iemilciîne
Horbove (în ucraineană Горбове) este un sat în așezarea urbană Iemilciîne din raionul Iemilciîne, regiunea Jîtomîr, Ucraina.

## Demografie
Componența lingvistică a localității Horbove
     Ucraineană (98,15%)
     Rusă (1,64%)
     Alte limbi (0,21%)
Conform recensământului din 2001, majoritatea populației localității Horbove era vorbitoare de ucraineană (98,15%), existând în minoritate și vorbitori de rusă (1,64%).